# St. Charles (Minnesota)
St. Charles és una població dels Estats Units a l'estat de Minnesota. Segons el cens del 2000 tenia 3.295 habitants.

## Demografia
Segons el cens del 2000, St. Charles tenia 3.295 habitants, 1.238 habitatges, i 870 famílies. La densitat de població era de 387,9 habitants per km².
Dels 1.238 habitatges en un 37,8% hi vivien nens de menys de 18 anys, en un 58,1% hi vivien parelles casades, en un 9,2% dones solteres, i en un 29,7% no eren unitats familiars. En el 23,6% dels habitatges hi vivien persones soles l'11,6% de les quals corresponia a persones de 65 anys o més que vivien soles. El nombre mitjà de persones vivint en cada habitatge era de 2,61 i el nombre mitjà de persones que vivien en cada família era de 3,13.
Per edats la població es repartia de la següent manera: un 29,3% tenia menys de 18 anys, un 9,1% entre 18 i 24, un 28,9% entre 25 i 44, un 17,1% de 45 a 60 i un 15,6% 65 anys o més.
L'edat mediana era de 33 anys. Per cada 100 dones de 18 o més anys hi havia 92,5 homes.
La renda mediana per habitatge era de 42.813 $ i la renda mediana per família de 50.375 $. Els homes tenien una renda mediana de 31.653 $ mentre que les dones 23.173 $. La renda per capita de la població era de 17.727 $. Entorn del 7,5% de les famílies i el 9,1% de la població estaven per davall del llindar de pobresa.

## Poblacions properes
El següent diagrama mostra les poblacions més properes.